# Calcio ai Giochi della XXVII Olimpiade - Convocazioni al torneo maschile
Questa pagina è un elenco di tutti i calciatori convocati ai giochi olimpici estivi 2000 di calcio.
Nota bene: con (+) sono indicati i calciatori fuoriquota.

## Gruppo A

### Australia
Allenatore:  Raul Blanco
| N. | Pos. | Giocatore          | Data nascita (età)         | Pres. | Squadra           |
| -- | ---- | ------------------ | -------------------------- | ----- | ----------------- |
| 1  | P    | Danny Milosevic    | 26 giugno 1978 (22 anni)   |       | Leeds Utd         |
| 2  | D    | Simon Colosimo     | 8 gennaio 1979 (21 anni)   |       | Carlton           |
| 3  | D    | Stan Lazaridis (+) | 16 agosto 1972 (28 anni)   |       | Birmingham City   |
| 4  | D    | Hayden Foxe        | 23 giugno 1977 (23 anni)   |       | West Ham Utd      |
| 5  | C    | Josip Skoko (+)    | 10 dicembre 1975 (24 anni) |       | Genk              |
| 6  | D    | Stephen Laybutt    | 3 settembre 1977 (23 anni) |       | Feyenoord         |
| 7  | C    | Brett Emerton      | 22 febbraio 1979 (21 anni) |       | Feyenoord         |
| 8  | C    | Lucas Neill        | 9 marzo 1978 (22 anni)     |       | Millwall          |
| 9  | A    | Mark Viduka (+)    | 9 ottobre 1975 (24 anni)   |       | Leeds Utd         |
| 10 | C    | Kasey Wehrman      | 16 agosto 1977 (23 anni)   |       | Perth Glory       |
| 11 | A    | Clayton Zane       | 12 luglio 1977 (23 anni)   |       | Molde             |
| 12 | D    | Con Blatsis        | 6 luglio 1977 (23 anni)    |       | Derby County      |
| 13 | C    | Vincenzo Grella    | 5 ottobre 1979 (20 anni)   |       | Ternana           |
| 14 | C    | Nick Rizzo         | 9 giugno 1979 (21 anni)    |       | Ternana           |
| 15 | C    | Mark Bresciano     | 11 febbraio 1980 (20 anni) |       | Empoli            |
| 16 | C    | Jason Čulina       | 5 agosto 1980 (20 anni)    |       | Ajax              |
| 17 | A    | Michael Curcija    | 27 giugno 1977 (23 anni)   |       | Partizan          |
| 18 | P    | Michael Turnbull   | 24 marzo 1981 (19 anni)    |       | Marconi Fairfield |

### Honduras
Allenatore:  Ramón Maradiaga
| N. | Pos. | Giocatore         | Data nascita (età)          | Pres. | Squadra         |
| -- | ---- | ----------------- | --------------------------- | ----- | --------------- |
| 1  | P    | Carlos Escobar    | 27 febbraio 1978 (22 anni)  |       | Victoria        |
| 2  | D    | Iván Guerrero     | 30 novembre 1977 (22 anni)  |       | Motagua         |
| 3  | D    | Elmer Montoya     | 8 dicembre 1977 (22 anni)   |       | Motagua         |
| 4  | D    | Júnior Izaguirre  | 12 agosto 1979 (21 anni)    |       | Motagua         |
| 5  | D    | Walter López      | 1º settembre 1977 (23 anni) |       | Bad Bleiberg    |
| 6  | A    | Carlos Paez       | 29 maggio 1978 (22 anni)    |       | Olimpia         |
| 7  | C    | Francisco Pavon   | 28 gennaio 1977 (23 anni)   |       | Bad Bleiberg    |
| 8  | D    | Jaime Rosales     | 8 giugno 1978 (22 anni)     |       | Marathón        |
| 9  | A    | David Suazo       | 5 novembre 1979 (20 anni)   |       | Cagliari        |
| 10 | C    | Julio César León  | 13 settembre 1979 (21 anni) |       | Atlético Celaya |
| 11 | A    | Jairo Martínez    | 14 maggio 1978 (22 anni)    |       | Motagua         |
| 12 | C    | Maynor Suazo      | 10 agosto 1979 (21 anni)    |       | Salisburgo      |
| 13 | A    | Elvis Scott       | 1º agosto 1978 (22 anni)    |       | Platense        |
| 14 | A    | Luis Ramirez      | 21 novembre 1977 (22 anni)  |       | Real España     |
| 15 | C    | Julio César Suazo | 5 ottobre 1978 (21 anni)    |       | Salisburgo      |
| 16 | C    | Danilo Turcios    | 8 maggio 1978 (22 anni)     |       | Universidad     |
| 17 | C    | Mario Chirinos    | 29 luglio 1978 (22 anni)    |       | Motagua         |
| 18 | P    | Noel Valladares   | 3 maggio 1977 (23 anni)     |       | Motagua         |

### Italia
Allenatore:  Marco Tardelli
| N. | Pos. | Giocatore           | Data nascita (età)         | Pres. | Squadra     |
| -- | ---- | ------------------- | -------------------------- | ----- | ----------- |
| 1  | P    | Morgan De Sanctis   | 26 marzo 1977 (23 anni)    |       | Udinese     |
| 2  | D    | Alessandro Grandoni | 22 luglio 1977 (23 anni)   |       | Sampdoria   |
| 3  | D    | Luca Mezzano        | 1º agosto 1977 (23 anni)   |       | Verona      |
| 4  | D    | Marco Zanchi        | 15 aprile 1977 (23 anni)   |       | Juventus    |
| 5  | D    | Matteo Ferrari      | 5 dicembre 1979 (20 anni)  |       | Inter       |
| 6  | C    | Gennaro Gattuso     | 9 gennaio 1978 (22 anni)   |       | Milan       |
| 7  | A    | Gianni Comandini    | 18 maggio 1977 (23 anni)   |       | Milan       |
| 8  | C    | Roberto Baronio     | 11 dicembre 1977 (22 anni) |       | Lazio       |
| 9  | A    | Nicola Ventola      | 24 maggio 1978 (22 anni)   |       | Atalanta    |
| 10 | C    | Andrea Pirlo        | 19 maggio 1979 (21 anni)   |       | Inter       |
| 11 | C    | Gianluca Zambrotta  | 19 febbraio 1977 (23 anni) |       | Juventus    |
| 12 | A    | Massimo Margiotta   | 27 luglio 1977 (23 anni)   |       | Udinese     |
| 13 | C    | Massimo Ambrosini   | 29 maggio 1977 (23 anni)   |       | Milan       |
| 14 | D    | Claudio Rivalta     | 30 giugno 1978 (22 anni)   |       | Perugia     |
| 15 | D    | Bruno Cirillo       | 21 marzo 1977 (23 anni)    |       | Inter       |
| 16 | C    | Ighli Vannucchi     | 5 agosto 1977 (23 anni)    |       | Salernitana |
| 17 | C    | Cristiano Zanetti   | 10 aprile 1977 (23 anni)   |       | Roma        |
| 18 | P    | Christian Abbiati   | 8 luglio 1977 (23 anni)    |       | Milan       |
| 21 | C    | Fabio Firmani       | 26 maggio 1978 (22 anni)   |       | Vicenza     |

### Nigeria
Allenatore:  Jo Bonfrère
| N. | Pos. | Giocatore          | Data nascita (età)          | Pres. | Squadra             |
| -- | ---- | ------------------ | --------------------------- | ----- | ------------------- |
| 1  | P    | Greg Etafia        | 30 settembre 1982 (17 anni) |       | Lobi Stars          |
| 2  | D    | Samuel Okunowo     | 1º marzo 1979 (21 anni)     |       | Barcellona          |
| 3  | D    | Celestine Babayaro | 29 agosto 1978 (22 anni)    |       | Chelsea             |
| 4  | A    | Johnson Sunday     | 10 gennaio 1981 (19 anni)   |       | Kwara Utd           |
| 5  | D    | Iyenemi Furo       | 17 luglio 1978 (22 anni)    |       | Anversa             |
| 6  | D    | Christopher Kanu   | 4 dicembre 1979 (20 anni)   |       | Ajax                |
| 7  | A    | Victor Agali       | 29 dicembre 1978 (21 anni)  |       | Hansa Rostock       |
| 8  | A    | Bright Igbinadolor | 16 dicembre 1980 (19 anni)  |       | Sporting Gijón      |
| 9  | A    | Aiyegbeni Yakubu   | 22 novembre 1982 (17 anni)  |       | Maccabi Haifa       |
| 10 | C    | Azubike Oliseh     | 18 novembre 1978 (21 anni)  |       | Utrecht             |
| 11 | C    | Garba Lawal (+)    | 22 maggio 1974 (26 anni)    |       | Roda JC             |
| 12 | C    | Henry Onwuzuruike  | 26 dicembre 1979 (20 anni)  |       | Greuther Fürth      |
| 13 | A    | Pius Ikedia        | 11 luglio 1980 (20 anni)    |       | Ajax                |
| 14 | C    | Blessing Kaku      | 5 marzo 1978 (22 anni)      |       | Genk                |
| 15 | D    | Godwin Okpara (+)  | 20 settembre 1972 (27 anni) |       | Paris Saint-Germain |
| 16 | D    | Isaac Okoronkwo    | 1º maggio 1978 (22 anni)    |       | Šachtar             |
| 17 | A    | Julius Aghahowa    | 12 febbraio 1982 (18 anni)  |       | Espérance           |
| 18 | P    | Sam Okoye          | 1º maggio 1980 (20 anni)    |       | Enugu Rangers       |

## Gruppo B

### Cile
Allenatore:  Nelson Acosta
| N. | Pos. | Giocatore          | Data nascita (età)          | Pres. | Squadra              |
| -- | ---- | ------------------ | --------------------------- | ----- | -------------------- |
| 1  | P    | Nelson Tapia (+)   | 22 settembre 1966 (33 anni) |       | Universidad Católica |
| 2  | D    | Cristián Álvarez   | 20 gennaio 1980 (20 anni)   |       | Universidad Católica |
| 3  | C    | Claudio Maldonado  | 3 gennaio 1980 (20 anni)    |       | San Paolo            |
| 4  | D    | David Henríquez    | 12 luglio 1977 (23 anni)    |       | Colo-Colo            |
| 5  | D    | Pablo Contreras    | 11 settembre 1978 (22 anni) |       | Monaco               |
| 6  | D    | Pedro Reyes (+)    | 13 novembre 1972 (27 anni)  |       | Auxerre              |
| 7  | A    | Sebastián González | 14 dicembre 1978 (21 anni)  |       | Colo-Colo            |
| 8  | C    | David Pizarro      | 11 settembre 1979 (21 anni) |       | Udinese              |
| 9  | A    | Iván Zamorano (+)  | 18 gennaio 1967 (33 anni)   |       | Inter                |
| 10 | C    | Francisco Arrué    | 7 agosto 1977 (23 anni)     |       | Santiago Morning     |
| 11 | A    | Reinaldo Navia     | 10 maggio 1978 (22 anni)    |       | Santiago Wanderers   |
| 12 | A    | Héctor Tapia       | 30 settembre 1977 (22 anni) |       | Perugia              |
| 13 | C    | Rodrigo Núñez      | 5 febbraio 1977 (23 anni)   |       | Santiago Wanderers   |
| 14 | C    | Rodrigo Tello      | 14 ottobre 1979 (20 anni)   |       | Universidad de Chile |
| 15 | D    | Manuel Ibarra      | 18 novembre 1977 (22 anni)  |       | Santiago Morning     |
| 16 | D    | Rafael Olarra      | 26 maggio 1978 (22 anni)    |       | Universidad de Chile |
| 17 | C    | Patricio Ormazábal | 12 febbraio 1979 (21 anni)  |       | Universidad Católica |
| 18 | P    | Javier Di Gregorio | 23 gennaio 1977 (23 anni)   |       | Coquimbo Unido       |
| 19 | D    | Mauricio Rojas     | 30 marzo 1978 (22 anni)     |       | Santiago Wanderers   |

### Corea del Sud
Allenatore:  Huh Jung-moo
| N. | Pos. | Giocatore        | Data nascita (età)         | Pres. | Squadra                 |
| -- | ---- | ---------------- | -------------------------- | ----- | ----------------------- |
| 1  | P    | Choi Hyun        | 7 novembre 1978 (21 anni)  |       | Università di Chung-Ang |
| 2  | C    | Park Ji-sung     | 25 febbraio 1981 (19 anni) |       | Kyoto Purple Sanga      |
| 3  | D    | Park Jae-hong    | 10 novembre 1978 (21 anni) |       | Università di Myongji   |
| 4  | C    | Park Jin-sub     | 11 marzo 1977 (23 anni)    |       | Gwangju Sangmu          |
| 5  | D    | Sim Jae-won      | 11 marzo 1977 (23 anni)    |       | Busan I'Cons            |
| 6  | C    | Kim Do-kyun      | 13 gennaio 1977 (23 anni)  |       | Ulsan HD                |
| 7  | A    | Choi Chul-woo    | 30 novembre 1977 (22 anni) |       | Ulsan HD                |
| 8  | C    | Ko Jong-soo      | 30 ottobre 1978 (21 anni)  |       | Suwon Bluewings         |
| 9  | A    | Kim Do-hoon (+)  | 21 luglio 1970 (30 anni)   |       | Jeonbuk Hyundai         |
| 10 | C    | Lee Chun-soo     | 9 luglio 1981 (19 anni)    |       | Università della Corea  |
| 11 | A    | Lee Dong-gook    | 29 aprile 1979 (21 anni)   |       | Pohang Steelers         |
| 12 | C    | Lee Young-pyo    | 23 aprile 1977 (23 anni)   |       | Anyang LG Cheetahs      |
| 13 | D    | Park Dong-hyuk   | 18 aprile 1979 (21 anni)   |       | Università della Corea  |
| 14 | D    | Kang Chul (+)    | 2 novembre 1971 (28 anni)  |       | Bucheon SK              |
| 15 | D    | Cho Se-kwon      | 26 giugno 1978 (22 anni)   |       | Università della Corea  |
| 16 | C    | Kim Sang-sik (+) | 17 dicembre 1976 (23 anni) |       | S. Ilhwa Chunma         |
| 17 | C    | Choi Tae-uk      | 13 marzo 1981 (19 anni)    |       | Anyang LG Cheetahs      |
| 18 | P    | Kim Yong-dae     | 11 ottobre 1979 (20 anni)  |       | Università Yonsei       |
| 19 | C    | Song Chong-gug   | 20 febbraio 1979 (21 anni) |       | Università Yonsei       |

### Marocco
Allenatore:  Said El Khider
| N. | Pos. | Giocatore               | Data nascita (età)          | Pres. | Squadra             |
| -- | ---- | ----------------------- | --------------------------- | ----- | ------------------- |
| 1  | P    | Tarik El Jarmouni       | 30 dicembre 1977 (22 anni)  |       | Chabab Mohammedia   |
| 2  | D    | Hamid Nater             | 30 dicembre 1980 (19 anni)  |       | Raja Casablanca     |
| 3  | D    | Akram Roumani           | 1º aprile 1978 (22 anni)    |       | Genk                |
| 4  | D    | El Hocine Ouchla (+)    | 1º dicembre 1970 (29 anni)  |       | FAR Rabat           |
| 5  | D    | Adel Chbouki (+)        | 3 maggio 1971 (29 anni)     |       | Wydad Casablanca    |
| 6  | D    | Faouzi El Brazi         | 22 maggio 1977 (23 anni)    |       | Twente              |
| 7  | D    | Mohamed Kharbouch       | 22 gennaio 1977 (23 anni)   |       | Raja Casablanca     |
| 8  | C    | Abdelmajid Oulmers      | 12 settembre 1978 (22 anni) |       | Wasquehal           |
| 9  | A    | Jaouad Zairi            | 17 aprile 1982 (18 anni)    |       | Gueugnon            |
| 10 | C    | Otmane El Assas         | 30 gennaio 1979 (21 anni)   |       | Ol. Khouribga       |
| 11 | A    | Bouchaib El Moubarki    | 12 gennaio 1978 (22 anni)   |       | Raja Casablanca     |
| 12 | A    | Abdelfattah El Khattari | 3 marzo 1977 (23 anni)      |       | Chabab Mohammedia   |
| 13 | D    | Noureddine Kacemi       | 17 ottobre 1977 (22 anni)   |       | Chabab Mohammedia   |
| 14 | A    | Salaheddine Bassir (+)  | 5 settembre 1972 (28 anni)  |       | Deportivo La Coruña |
| 15 | C    | Youssef Safri           | 13 gennaio 1977 (23 anni)   |       | Raja Casablanca     |
| 16 | A    | Karim Benkouar          | 25 novembre 1979 (20 anni)  |       | Nîmes               |
| 17 | C    | Zakaria Aboub           | 3 giugno 1980 (20 anni)     |       | Raja Casablanca     |
| 18 | P    | Abdelilah Bagui         | 1º gennaio 1978 (22 anni)   |       | Maghreb Fès         |
| 20 | C    | Aissam El Barodi        | 10 maggio 1978 (22 anni)    |       | Maghreb Fès         |

### Spagna
Allenatore:  Iñaki Sáez
| N. | Pos. | Giocatore           | Data nascita (età)          | Pres. | Squadra             |
| -- | ---- | ------------------- | --------------------------- | ----- | ------------------- |
| 1  | P    | Daniel Aranzubía    | 18 settembre 1979 (20 anni) |       | Athletic Bilbao     |
| 2  | D    | Jesús María Lacruz  | 25 aprile 1978 (22 anni)    |       | Athletic Bilbao     |
| 3  | D    | Joan Capdevila      | 3 febbraio 1978 (22 anni)   |       | Deportivo La Coruña |
| 4  | D    | Carlos Marchena     | 31 luglio 1979 (21 anni)    |       | Benfica             |
| 5  | D    | Unai                | 20 gennaio 1977 (23 anni)   |       | Villarreal          |
| 6  | C    | David Albelda       | 1º settembre 1977 (23 anni) |       | Valencia            |
| 7  | A    | Miguel Ángel Angulo | 23 giugno 1977 (23 anni)    |       | Valencia            |
| 8  | C    | Xavi                | 25 gennaio 1980 (20 anni)   |       | Barcellona          |
| 9  | A    | José Mari           | 10 dicembre 1978 (21 anni)  |       | Milan               |
| 10 | C    | Gabri               | 10 febbraio 1979 (21 anni)  |       | Barcellona          |
| 11 | C    | Jordi Ferrón        | 19 agosto 1978 (22 anni)    |       | Real Saragozza      |
| 12 | D    | Carles Puyol        | 13 aprile 1978 (22 anni)    |       | Barcellona          |
| 13 | A    | Albert Luque        | 11 marzo 1978 (22 anni)     |       | Maiorca             |
| 14 | D    | Amaya               | 3 settembre 1978 (21 anni)  |       | Atlético Madrid     |
| 15 | C    | Ismael              | 7 febbraio 1977 (23 anni)   |       | Racing Santander    |
| 16 | C    | Toni                | 22 gennaio 1977 (23 anni)   |       | Espanyol            |
| 17 | A    | Raúl Tamudo         | 19 ottobre 1977 (22 anni)   |       | Espanyol            |
| 18 | P    | Felip               | 27 aprile 1977 (23 anni)    |       | Extremadura         |

## Gruppo C

### Camerun
Allenatore:  Jean-Paul Akono
| N. | Pos. | Giocatore            | Data nascita (età)         | Pres. | Squadra                |
| -- | ---- | -------------------- | -------------------------- | ----- | ---------------------- |
| 1  | P    | Daniel Bekono        | 31 maggio 1978 (22 anni)   |       | Canon Yaoundé          |
| 2  | A    | Albert Meyong        | 19 ottobre 1980 (19 anni)  |       | Vitória Setúbal        |
| 3  | D    | Pierre Womé          | 26 marzo 1979 (21 anni)    |       | Bologna                |
| 4  | D    | Serge Mimpo (+)      | 6 febbraio 1974 (26 anni)  |       | Panachaïkī             |
| 5  | D    | Patrice Abanda       | 3 agosto 1978 (22 anni)    |       | Apollōn Kalamarias     |
| 6  | C    | Clément Beaud        | 7 dicembre 1980 (19 anni)  |       | Tonnerre Yaoundé       |
| 7  | C    | Nicolas Alnoudji     | 9 dicembre 1979 (20 anni)  |       | Tonnerre Yaoundé       |
| 8  | D    | Geremi               | 20 dicembre 1978 (21 anni) |       | Real Madrid            |
| 9  | A    | Samuel Eto'o         | 10 marzo 1981 (19 anni)    |       | Maiorca                |
| 10 | A    | Patrick Mboma (+)    | 15 novembre 1970 (29 anni) |       | Parma                  |
| 11 | C    | Daniel Ngom Kome     | 19 maggio 1980 (20 anni)   |       | Levante                |
| 12 | C    | Lauren               | 19 gennaio 1977 (23 anni)  |       | Arsenal                |
| 13 | D    | Aaron Nguimbat       | 13 marzo 1978 (22 anni)    |       | Canon Yaoundé          |
| 14 | A    | Patrick Suffo        | 17 gennaio 1978 (22 anni)  |       | Sheffield Utd          |
| 15 | C    | Joël Epalle          | 20 febbraio 1978 (22 anni) |       | Panachaïkī             |
| 16 | C    | Modeste M'Bami       | 9 ottobre 1982 (17 anni)   |       | Sedan                  |
| 17 | D    | Serge Branco         | 11 ottobre 1980 (19 anni)  |       | Eintracht Braunschweig |
| 18 | P    | Idriss Carlos Kameni | 18 febbraio 1984 (16 anni) |       | Le Havre               |

### Kuwait
Allenatore:  Radojko Avramović
| N. | Pos. | Giocatore           | Data nascita (età)         | Pres. | Squadra     |
| -- | ---- | ------------------- | -------------------------- | ----- | ----------- |
| 1  | P    | Shehab Kankone      | 28 aprile 1981 (19 anni)   |       | Kazma       |
| 2  | C    | Naser Al-Omran      | 3 marzo 1977 (23 anni)     |       | Kazma       |
| 3  | D    | Jamal Mubarak (+)   | 21 marzo 1974 (26 anni)    |       | Al-Tadamon  |
| 4  | A    | Bader Najem         | 20 agosto 1980 (20 anni)   |       | Al-Qadisiya |
| 5  | D    | Abdullah Husan      | 13 dicembre 1977 (22 anni) |       | Al-Naser    |
| 6  | C    | Nawaf Al-Humaidan   | 8 marzo 1981 (19 anni)     |       | Kazma       |
| 7  | C    | Adel Al-Anezi       | 6 febbraio 1977 (23 anni)  |       | Kuwait SC   |
| 8  | A    | Nasser Al-Othman    | 14 gennaio 1977 (23 anni)  |       | Al-Salmiya  |
| 9  | A    | Bashar Abdullah     | 12 ottobre 1977 (22 anni)  |       | Al-Salmiya  |
| 10 | A    | Faraj Laheeb        | 3 ottobre 1978 (21 anni)   |       | Kuwait SC   |
| 11 | C    | Abdullah Saihan (+) | 7 febbraio 1971 (29 anni)  |       | Al-Tadamon  |
| 12 | C    | Hamad Al-Tayyar     | 10 febbraio 1982 (18 anni) |       | Kazma       |
| 13 | D    | Sadoun Salman       | 28 agosto 1977 (23 anni)   |       | Al-Qadisiya |
| 14 | A    | Khalaf Al-Mutairi   | 25 luglio 1979 (21 anni)   |       | Al-Jahra    |
| 15 | C    | Saleh Al-Beraiky    | 27 febbraio 1977 (23 anni) |       | Al-Salmiya  |
| 16 | C    | Yousef Zayed        | 2 settembre 1979 (21 anni) |       | Fahaheel    |
| 17 | C    | Esam Al-Kandari (+) | 2 luglio 1971 (29 anni)    |       | Kazma       |
| 18 | P    | Nawaf Al-Khaldi     | 25 maggio 1981 (19 anni)   |       | Al-Qadisiya |

### Rep. Ceca
Allenatore:  Karel Brückner
| N. | Pos. | Giocatore         | Data nascita (età)          | Pres. | Squadra            |
| -- | ---- | ----------------- | --------------------------- | ----- | ------------------ |
| 1  | P    | Aleš Chvalovský   | 29 maggio 1979 (21 anni)    |       | Stoccarda          |
| 2  | D    | Lukáš Došek       | 12 settembre 1978 (22 anni) |       | Slavia Praga       |
| 3  | D    | Adam Petrouš      | 19 settembre 1977 (22 anni) |       | Slavia Praga       |
| 4  | D    | Radoslav Kováč    | 27 novembre 1979 (20 anni)  |       | Sigma Olomouc      |
| 5  | D    | Roman Lengyel     | 3 novembre 1978 (21 anni)   |       | Sparta Praga       |
| 6  | C    | Roman Týce        | 7 maggio 1977 (23 anni)     |       | Monaco 1860        |
| 7  | C    | Libor Sionko      | 1º febbraio 1977 (23 anni)  |       | Sparta Praga       |
| 8  | C    | Tomáš Ujfaluši    | 24 marzo 1978 (22 anni)     |       | Sigma Olomouc      |
| 9  | C    | Marek Jankulovski | 9 maggio 1977 (23 anni)     |       | Napoli             |
| 10 | A    | Tomáš Kučera      | 13 febbraio 1977 (23 anni)  |       | Marila Příbram     |
| 11 | A    | Milan Baroš       | 28 ottobre 1981 (18 anni)   |       | Baník Ostrava      |
| 12 | C    | Jan Polák         | 14 marzo 1981 (19 anni)     |       | Zbrojovka Brno     |
| 13 | D    | Erich Brabec      | 24 febbraio 1977 (23 anni)  |       | Drnovice           |
| 14 | A    | Libor Došek       | 24 aprile 1978 (22 anni)    |       | Stavo Artikel Brno |
| 15 | A    | Martin Vozábal    | 8 novembre 1978 (21 anni)   |       | Dyn. Č. Budějovice |
| 16 | C    | Jan Šimák         | 13 ottobre 1978 (21 anni)   |       | Hannover 96        |
| 17 | A    | Marek Heinz       | 4 agosto 1977 (23 anni)     |       | Amburgo            |
| 18 | P    | Jaroslav Drobný   | 18 ottobre 1979 (20 anni)   |       | Dyn. Č. Budějovice |

### Stati Uniti
Allenatore:  Clive Charles
| N. | Pos. | Giocatore          | Data nascita (età)         | Pres. | Squadra          |
| -- | ---- | ------------------ | -------------------------- | ----- | ---------------- |
| 1  | P    | Brad Friedel (+)   | 18 maggio 1971 (29 anni)   |       | Liverpool        |
| 2  | D    | Brian Dunseth      | 2 marzo 1977 (23 anni)     |       | N.E. Revolution  |
| 3  | D    | Chad McCarty       | 5 ottobre 1977 (22 anni)   |       | Tampa Bay Mutiny |
| 4  | D    | Jeff Agoos (+)     | 2 maggio 1968 (32 anni)    |       | D.C. United      |
| 5  | C    | John O'Brien       | 29 agosto 1977 (23 anni)   |       | Ajax             |
| 6  | D    | Frankie Hejduk (+) | 5 agosto 1974 (26 anni)    |       | Bayer Leverkusen |
| 7  | C    | Joey DiGiamarino   | 6 aprile 1977 (23 anni)    |       | Colorado Rapids  |
| 8  | D    | Danny Califf       | 17 marzo 1980 (20 anni)    |       | L.A. Galaxy      |
| 9  | C    | Ben Olsen          | 3 maggio 1977 (23 anni)    |       | D.C. United      |
| 10 | C    | Peter Vagenas      | 6 febbraio 1978 (22 anni)  |       | L.A. Galaxy      |
| 11 | C    | Chris Albright     | 14 gennaio 1979 (21 anni)  |       | D.C. United      |
| 12 | C    | Ramiro Corrales    | 12 marzo 1977 (23 anni)    |       | MetroStars       |
| 13 | A    | Landon Donovan     | 4 marzo 1982 (18 anni)     |       | Bayer Leverkusen |
| 14 | C    | Sasha Victorine    | 3 febbraio 1978 (22 anni)  |       | L.A. Galaxy      |
| 15 | D    | Evan Whitfield     | 23 giugno 1977 (23 anni)   |       | Chicago Fire     |
| 16 | A    | Josh Wolff         | 25 febbraio 1977 (23 anni) |       | Chicago Fire     |
| 17 | A    | Conor Casey        | 25 luglio 1981 (19 anni)   |       | Portland Pilots  |
| 18 | P    | Tim Howard         | 6 marzo 1979 (21 anni)     |       | MetroStars       |

## Gruppo D

### Brasile
Allenatore:  Vanderlei Luxemburgo
| N. | Pos. | Giocatore     | Data nascita (età)          | Pres. | Squadra       |
| -- | ---- | ------------- | --------------------------- | ----- | ------------- |
| 1  | P    | Hélton        | 18 maggio 1978 (22 anni)    |       | Vasco da Gama |
| 2  | D    | Baiano        | 28 giugno 1978 (22 anni)    |       | Santos        |
| 3  | D    | Fábio Bilica  | 4 gennaio 1979 (21 anni)    |       | Venezia       |
| 4  | D    | Álvaro        | 1º novembre 1977 (22 anni)  |       | San Paolo     |
| 5  | C    | Marcos Paulo  | 11 maggio 1977 (23 anni)    |       | Cruzeiro      |
| 6  | D    | Fábio Aurélio | 24 settembre 1979 (20 anni) |       | San Paolo     |
| 7  | A    | Ronaldinho    | 21 marzo 1980 (20 anni)     |       | Grêmio        |
| 8  | C    | Fabiano       | 6 aprile 1978 (22 anni)     |       | San Paolo     |
| 9  | C    | Edu           | 10 gennaio 1979 (21 anni)   |       | San Paolo     |
| 10 | C    | Alex          | 14 settembre 1977 (22 anni) |       | Flamengo      |
| 11 | A    | Geovanni      | 11 gennaio 1980 (20 anni)   |       | Cruzeiro      |
| 12 | C    | Roger         | 17 agosto 1978 (22 anni)    |       | Fluminense    |
| 13 | D    | André Luís    | 31 luglio 1979 (21 anni)    |       | Santos        |
| 14 | D    | Lúcio         | 8 maggio 1978 (22 anni)     |       | Internacional |
| 15 | C    | Mozart        | 8 novembre 1979 (20 anni)   |       | Flamengo      |
| 16 | D    | Athirson      | 16 gennaio 1977 (23 anni)   |       | Flamengo      |
| 17 | A    | Lucas         | 3 gennaio 1979 (21 anni)    |       | Rennes        |
| 18 | P    | Fábio Costa   | 27 novembre 1977 (22 anni)  |       | Santos        |

### Giappone
Allenatore:  Philippe Troussier
| N. | Pos. | Giocatore          | Data nascita (età)          | Pres. | Squadra            |
| -- | ---- | ------------------ | --------------------------- | ----- | ------------------ |
| 1  | P    | Seigō Narazaki (+) | 15 aprile 1976 (24 anni)    |       | Nagoya Grampus     |
| 2  | D    | Yūji Nakazawa      | 25 febbraio 1978 (22 anni)  |       | Verdy Kawasaki     |
| 3  | D    | Naoki Matsuda      | 14 marzo 1977 (23 anni)     |       | Yokohama F·Marinos |
| 4  | D    | Ryūzō Morioka (+)  | 7 ottobre 1975 (24 anni)    |       | Shimizu S-Pulse    |
| 5  | D    | Tsuneyasu Miyamoto | 7 febbraio 1977 (23 anni)   |       | Gamba Osaka        |
| 6  | C    | Junichi Inamoto    | 18 settembre 1979 (20 anni) |       | Gamba Osaka        |
| 7  | C    | Hidetoshi Nakata   | 22 gennaio 1977 (23 anni)   |       | Roma               |
| 8  | C    | Tomokazu Myōjin    | 24 gennaio 1978 (22 anni)   |       | Kashiwa Reysol     |
| 9  | A    | Tomoyuki Hirase    | 23 maggio 1977 (23 anni)    |       | Kashima Antlers    |
| 10 | C    | Shunsuke Nakamura  | 24 giugno 1978 (22 anni)    |       | Yokohama F·Marinos |
| 11 | C    | Atsuhiro Miura (+) | 24 giugno 1974 (26 anni)    |       | Yokohama F·Marinos |
| 12 | C    | Tomoyuki Sakai     | 29 giugno 1979 (21 anni)    |       | JEF United         |
| 13 | A    | Atsushi Yanagisawa | 27 maggio 1977 (23 anni)    |       | Kashima Antlers    |
| 14 | C    | Masashi Motoyama   | 20 giugno 1979 (21 anni)    |       | Kashima Antlers    |
| 15 | C    | Norihiro Nishi     | 9 maggio 1980 (20 anni)     |       | Júbilo Iwata       |
| 16 | D    | Kōji Nakata        | 9 luglio 1979 (21 anni)     |       | Kashima Antlers    |
| 17 | A    | Naohiro Takahara   | 4 giugno 1979 (21 anni)     |       | Júbilo Iwata       |
| 18 | P    | Ryōta Tsuzuki      | 18 aprile 1978 (22 anni)    |       | Gamba Osaka        |

### Slovacchia
Allenatore:  Dušan Radolský
| N. | Pos. | Giocatore         | Data nascita (età)         | Pres. | Squadra                   |
| -- | ---- | ----------------- | -------------------------- | ----- | ------------------------- |
| 1  | P    | Kamil Čontofalský | 3 giugno 1978 (22 anni)    |       | Bohemians Praga           |
| 2  | D    | Marián Čišovský   | 2 novembre 1979 (20 anni)  |       | Inter Slovnaft Bratislava |
| 3  | C    | Miroslav Drobňák  | 29 maggio 1977 (23 anni)   |       | Tatran Prešov             |
| 4  | D    | Peter Hlinka      | 5 dicembre 1978 (21 anni)  |       | Tatran Prešov             |
| 5  | D    | Peter Lérant      | 30 gennaio 1977 (23 anni)  |       | Bayer Leverkusen          |
| 6  | D    | Miloš Krško       | 23 ottobre 1979 (20 anni)  |       | OD Trenčín                |
| 7  | C    | Karol Kisel       | 15 marzo 1977 (23 anni)    |       | Bohemians Praga           |
| 8  | C    | Michal Pančík (+) | 17 dicembre 1971 (28 anni) |       | Slovan Bratislava         |
| 9  | C    | Juraj Czinege     | 29 ottobre 1977 (22 anni)  |       | Inter Slovnaft Bratislava |
| 10 | C    | Miroslav Barčík   | 26 maggio 1978 (22 anni)   |       | Žilina                    |
| 11 | A    | Ján Šlahor        | 16 maggio 1977 (23 anni)   |       | Slovan Bratislava         |
| 12 | D    | Martin Petráš     | 2 novembre 1979 (20 anni)  |       | Jablonec                  |
| 13 | A    | Martin Vyskoč     | 10 giugno 1977 (23 anni)   |       | Ružomberok                |
| 14 | D    | Andrej Šupka      | 22 gennaio 1979 (21 anni)  |       | Dubnica                   |
| 15 | C    | Marek Mintál      | 2 settembre 1977 (23 anni) |       | Žilina                    |
| 16 | C    | Radoslav Kráľ (+) | 20 febbraio 1974 (26 anni) |       | VSS Košice                |
| 17 | A    | Andrej Porázik    | 27 giugno 1977 (23 anni)   |       | OD Trenčín                |
| 18 | P    | Martin Lipčák (+) | 22 dicembre 1975 (24 anni) |       | OD Trenčín                |
| 22 | P    | Ján Mucha         | 20 giugno 1978 (22 anni)   |       | Nitra                     |

### Sudafrica
Allenatore:  Ephraim Mashaba
| N. | Pos. | Giocatore            | Data nascita (età)         | Pres. | Squadra             |
| -- | ---- | -------------------- | -------------------------- | ----- | ------------------- |
| 1  | P    | Emile Baron          | 17 giugno 1979 (21 anni)   |       | Lillestrøm          |
| 2  | D    | Fabian McCarthy      | 13 maggio 1977 (23 anni)   |       | M. Sundowns         |
| 3  | D    | David Kannemeyer     | 8 luglio 1977 (23 anni)    |       | Ajax Cape Town      |
| 4  | D    | Nkhiphitheni Matombo | 31 gennaio 1977 (23 anni)  |       | Manning Rangers     |
| 5  | D    | Matthew Booth        | 14 marzo 1977 (23 anni)    |       | M. Sundowns         |
| 6  | C    | Quinton Fortune      | 21 maggio 1977 (23 anni)   |       | Manchester Utd      |
| 7  | C    | Stanton Fredericks   | 13 giugno 1977 (23 anni)   |       | Wits University     |
| 8  | A    | Daniel Matsau        | 18 gennaio 1977 (23 anni)  |       | Kaizer Chiefs       |
| 9  | A    | Toni Nhleko          | 24 luglio 1979 (21 anni)   |       | Jomo Cosmos         |
| 10 | C    | Steve Lekoelea       | 5 febbraio 1979 (21 anni)  |       | Orlando Pirates     |
| 11 | C    | Jabu Mahlangu Pule   | 11 luglio 1980 (20 anni)   |       | Kaizer Chiefs       |
| 12 | C    | Dumisa Ngobe (+)     | 5 marzo 1973 (27 anni)     |       | Ankaragücü          |
| 13 | C    | Abram Nteo           | 15 luglio 1977 (23 anni)   |       | Bloemfontein Celtic |
| 14 | D    | Aaron Mokoena        | 25 novembre 1980 (19 anni) |       | Ajax                |
| 15 | A    | Siyabonga Nomvethe   | 2 dicembre 1977 (22 anni)  |       | Kaizer Chiefs       |
| 16 | C    | Delron Buckley       | 7 dicembre 1977 (22 anni)  |       | Bochum              |
| 17 | A    | Benni McCarthy       | 12 novembre 1977 (22 anni) |       | Celta Vigo          |
| 18 | P    | Brian Baloyi (+)     | 16 marzo 1974 (26 anni)    |       | Kaizer Chiefs       |